# Literal (revista)
La revista Literal fue una revista de literatura, crítica literaria, psicoanálisis y crítica de la cultura fundada por Germán García y editada en Buenos Aires entre 1973 y 1977. Se definía como una revista de vanguardia, y Germán García, Osvaldo Lamborghini y Luis Gusmán figuran entre sus principales integrantes. Literal/1 apareció en 1973, Literal 2/3 en 1975 y Literal 4/5 en 1977.
En 2003 Héctor Libertella publicó una compilación de los textos de la revista con el título Literal 1973-1977 (Santiago Arcos Editor, Buenos Aires). 
En 2011, bajo la curaduría de Juan J. Mendoza, la Biblioteca Nacional de la República Argentina realizó una edición facsimilar en forma de libro de la revista en su totalidad.